# Beal City
Beal City es un lugar designado por el censo ubicado en el condado de Isabella en el estado estadounidense de Míchigan. En el Censo de 2010 tenía una población de 357 habitantes y una densidad poblacional de 34,34 personas por km².

## Geografía
Beal City se encuentra ubicado en las coordenadas 43°39′38″N 84°53′59″O / 43.66056, -84.89972. Según la Oficina del Censo de los Estados Unidos, Beal City tiene una superficie total de 10.4 km², de la cual 10.39 km² corresponden a tierra firme y (0.02%) 0 km² es agua.

## Demografía
Según el censo de 2010, había 357 personas residiendo en Beal City. La densidad de población era de 34,34 hab./km². De los 357 habitantes, Beal City estaba compuesto por el 95.52% blancos, el 0% eran afroamericanos, el 1.12% eran amerindios, el 0.28% eran asiáticos, el 0% eran isleños del Pacífico, el 0% eran de otras razas y el 3.08% pertenecían a dos o más razas. Del total de la población el 1.12% eran hispanos o latinos de cualquier raza.